# Swimming Pool (2001)
Swimming Pool (no Brasil Um Grito Embaixo D'água) é um filme europeu, com produção alemã, de 2001. Em alemão o filme chama-se Der Tod feiert mit. 

## Sinopse
Acabaram os exames e um grupo de estudantes de Praga, começa a abandonar a escola internacional da capital, voltando para seus países. Para se despedir os jovens decidem fazer uma festa numa casa que tem uma enorme piscina. Lá se inicia uma grande farra e muitas transas acontecem. Em meio a felicidade, um misterioso assassino mascarado começa a matar um a um dos jovens levando-os ao pânico.

## Elenco
- Kristen Miller - Sarah
- Thorsten Grasshoff - Greg
- Elena Uhlig - Carmen
- John Hopkins - Frank
- Jonah Lotan - Chris
- James McAvoy - Mike
- Jason Liggett - Martin
- Maximilian Grill - Diego
- Bryan Carney) - Carter
- Linda Rybová - Svenja
- Anna Geislerová - Catherine
- Josef Peichal - Oliver
- Jan Vlasák - Kadankov